# Панатау (Бузау)
Панатау (рум. Pănătău) насеље је у Румунији у округу Бузау у општини Панатау. Oпштина се налази на надморској висини од 341 m.

## Становништво
Према подацима из 2011. године у насељу је живело 772 становника.